# Grève étudiante québécoise de 2005
Pour les articles homonymes, voir Grève étudiante québécoise et Grève étudiante.

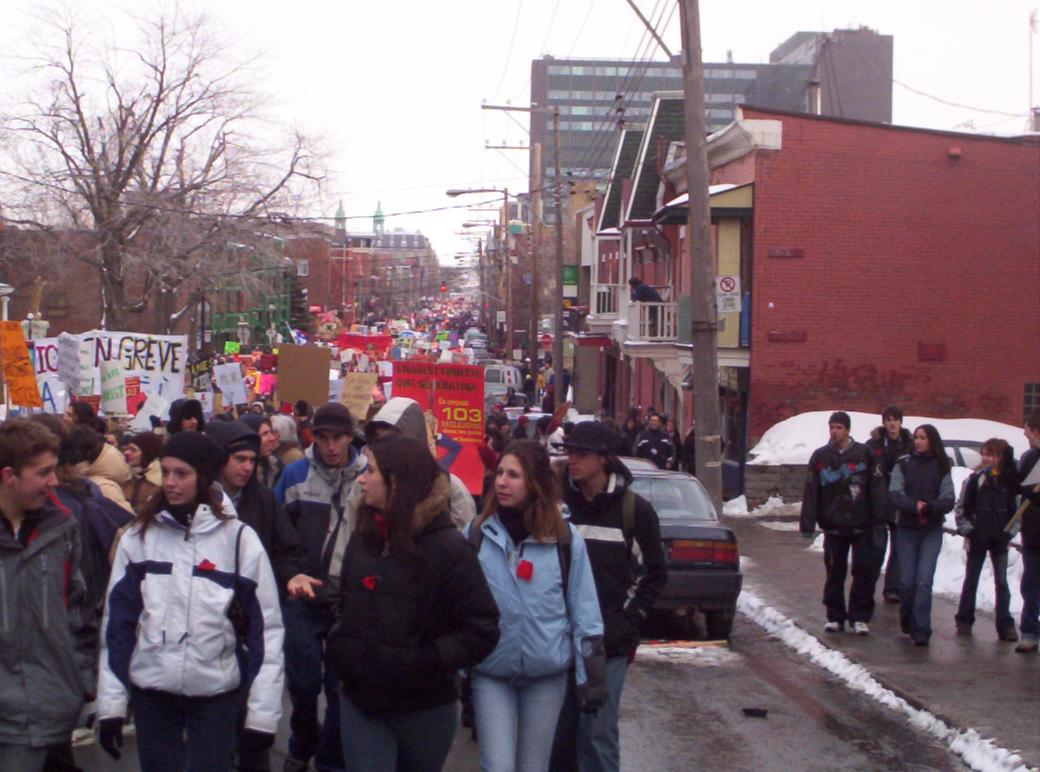
Manifestation étudiante lors de la grève générale illimitée de 2005, au Québec.

La grève étudiante québécoise de 2005 a débuté durant la semaine du 21 février 2005 et s'est complètement terminée le 14 avril 2005. Elle a touché les étudiants collégiaux et universitaires du Québec et elle était principalement causée par la coupure de 103 millions $ l'année précédente dans le régime provincial d'aide financière aux études (ou Prêts et bourses).
La grève a officiellement commencée le 21 février 2005, avec l'entrée en grève de l'association des étudiants en anthropologie à l'Université de Montréal et le mouvement s'est poursuivi, pour plusieurs institutions, jusqu'au 14 avril 2005.

## Contexte
Au cours de la campagne électorale de 2003, le Parti libéral du Québec (PLQ), avec Jean Charest à sa tête, promettait le gel des frais de scolarité pour les études post-secondaires tout en maintenant son désir de baisser les impôts. Une fois au pouvoir, les Libéraux organisèrent ce qu'ils appellent aujourd'hui la « réingénierie » de l'État, une forme de réorganisation des priorités budgétaires et du rôle de l'État dans la société.  Plusieurs projets de loi, telle la loi 31 sur le code du travail, ont été passés à l'Assemblée nationale sous bâillon.  Plusieurs programmes sociaux ont vu leur budget amputé, tel le programme des garderies à 5 $, dont les tarifs ont augmenté à 7 $.  L'éducation ne fut pas exemptée de ces coupures : lors de l'adoption du budget 2004-2005, le gouvernement a annoncé une réforme du régime d'aide financière aux études qui consistera en une augmentation de la limite d'endettement ainsi qu'en une conversion de 103 millions $ de bourses en prêts. 
Des coalitions représentant les étudiants collégiens et universitaires engagent dès lors des négociations avec le gouvernement. Des marches de protestation sont organisées les 14 avril (au premier anniversaire de l'arrivée au pouvoir du gouvernement Charest), 10 novembre et 19 novembre 2004.

## Chronologie
En octobre 2004, l'Association pour une solidarité syndicale étudiante (ASSÉ), lance un ultimatum revendiquant du gouvernement : l'abolition rétroactive de la réforme de l'aide financière aux études, le retrait de la coupure de 103 millions, la reconnaissance de l'autonomie des étudiantes et étudiants dès le départ du domicile familial, une application plus rigoureuse de la politique sur les frais de scolarité des étudiantes internationales et des étudiants internationaux, la condamnation des hausses unilatérales perpétrées par les universités McGill et Concordia ainsi que la renonciation à tout projet pouvant nuire à l'intégrité du réseau d'enseignement public collégial, cela afin d'en empêcher la privatisation et d'en garantir l'accessibilité.
L'ultimatum restera sans réponse. Dès lors, l'ASSÉ militera de façon claire en faveur d'une grève générale illimitée pour la session d'hiver 2005. De leur côté, les associations membres de la Fédération étudiante collégiale du Québec (FECQ) adoptent en novembre 2004 un mandat de principe en faveur d'une grève générale illimitée. Une Assemblée Étudiante du Québec (AEQ) se tient lors du dernier week-end de janvier, durant laquelle des représentants et représentantes de partout au Québec et de toutes affiliations confondues sont présentes. L'issue de cette assemblée est un cul-de-sac, chaque membre de chaque organisation étudiante restant campé sur ses positions.
Lors de son Congrès des 29 et 30 janvier 2005, les associations membres de l'ASSÉ, ainsi que les associations non-membres présentes, s'entendent pour former la Coalition de l’ASSÉ élargie (CASSÉÉ) afin de coordonner la campagne de grève générale illimitée, appelée par l’ASSÉ lors de son Congrès du 24 octobre 2004.  Le carré rouge est adopté comme symbole de l'endettement étudiant, mais plus généralement contre les réformes du gouvernement Charest. À son plus fort, la CASSÉÉ comprenait 70 000 membres, répartis dans 30 associations étudiantes différentes.
Le 21 février, l'association des étudiants en anthropologie à l'Université de Montréal décide de déclencher une grève générale illimitée.  Dans les jours qui suivront, quelques autres associations départementales déclencheront elles aussi une grève.  Le 24 février, le mouvement de grève prend réellement son envol.  Plusieurs associations étudiantes votent la grève générale illimitée. Il y a alors déjà près de 30 000 étudiants en grève.  Le 3 mars, les propos de Jean Charest se font ressentir jusqu'en Belgique, lors de sa visite officielle.  En effet, en déclarant que les étudiants québécois sont « les mieux traités au monde », le premier ministre s'attire la foudre de la Fédération des étudiants francophones de Belgique (FEF), regroupant environ 90 000 étudiants, qui réplique alors, choquée, que les frais de scolarité en Belgique sont bien inférieurs (de 330 à 1 100 $ CAN) à ceux du Québec.  Au niveau européen, le Bureau international des étudiants d'Europe (ESIB), représentant plus de 10 millions d'étudiants répartis à travers 37 pays, réplique à la déclaration de Charest : « En Europe, la tendance vise plutôt à donner priorité aux bourses sur les prêts, certainement pas le contraire ! »[citation nécessaire].
Le 3 mars, alors qu'une manifestation organisée par la CASSÉE regroupe quelques milliers de manifestants à Sherbrooke, la Fédération étudiante collégiale du Québec (FECQ) lance un appel à ses membres pour qu'ils joignent le mouvement de grève. L'équivalent de l'organisme au niveau universitaire, la FEUQ fera de même 5 jours plus tard. Le 15 mars, la grève réunit déjà plus de 100 000 étudiants, soit près du quart des étudiants de niveau post-secondaire au Québec.  Le mouvement de grève s'étend de plus en plus et atteint même quelques écoles secondaires.
Le 9 mars, après des rencontres séparées entre le ministre et des représentants de la FEUQ, la FECQ et la CASSÉE, le ministre refuse cette dernière à la table de négociation. N'ayant pas reçu le mandat de condamner la prétendue « violence » des dernières actions étudiantes par ses associations étudiantes membres, elle ne peut, en vertu de son mode de fonctionnement, prendre des décisions sans les exposer, au préalable, devant ses membres lors d'un congrès. Il s'agit là d'un des événements les plus controversé suscitant la colère chez les associations étudiantes membres de la CASSÉE. D'autres y ont vu un manque de bonne volonté de la CASSÉE, puisque ses membres ont, par la suite, refusé de condamner la violence pour réintégrer la table des négociations. Certains y ont aussi vu une stratégie du ministre pour diviser les étudiants sur le point de vue des revendications, puisque la CASSÉE avait, envers le gouvernement, des revendications plus larges que la FECQ et la FEUQ. D'autant plus que, peu de temps avant le début de la grève étudiante, des étudiants rassemblés à l’initiative de la FEUQ ont forcé la porte du Château de Montebello avec un bélier pour perturber un caucus du Parti libéral du Québec, menant à une réaction musclée de la Sûreté du Québec.  La CASSÉE n'a pas accepté de porter la responsabilité de la violence dans ce mouvement étudiant, mais la FEUQ a cependant annoncé qu'elle ne ferait plus de tels actes. Il n'en demeure pas moins qu'à partir de ce moment, seuls la FECQ et la FEUQ ont négocié avec le gouvernement pour sortir de l'impasse.
Le 16 mars, plusieurs institutions historiquement moins mobilisatrices, telles l'École polytechnique de Montréal, l'Université Concordia, les cycles supérieurs de l'Université McGill et le Collège Jean-de-Brébeuf votent des grèves de 24 h et se joignent à une marche de protestation. Entre 50 000 et 100 000 étudiants (80 000 étant le chiffre le plus souvent évoqué par les associations étudiantes) répondent à l'appel de la FECQ, de la FEUQ et de la CASSÉÉ et marchent pacifiquement dans les rues de Montréal. Il s'agit de la toute première grève de l'histoire de l'association des étudiants de Polytechnique (AEP) en plus de 40 ans d'histoire. Ce jour-là, environ 230 000 des 450 000 étudiants de niveau post-secondaire sont en grève.
Le 18 mars 2005, les étudiants de 1er cycle universitaire de McGill ainsi que l'École des hautes études commerciales de Montréal (HEC Montréal) se joignent à la grève pour une journée symbolique. Il s'agit de la toute première grève depuis 1967 pour l'École des hautes études commerciales.
Le 24 mars 2005, à la suite de l'appel de la CASSÉE, une manifestation réunit plusieurs milliers de personnes à Québec, devant l'Assemblée nationale.  Plusieurs associations étudiantes avaient voté une grève d'appui pour la journée. 

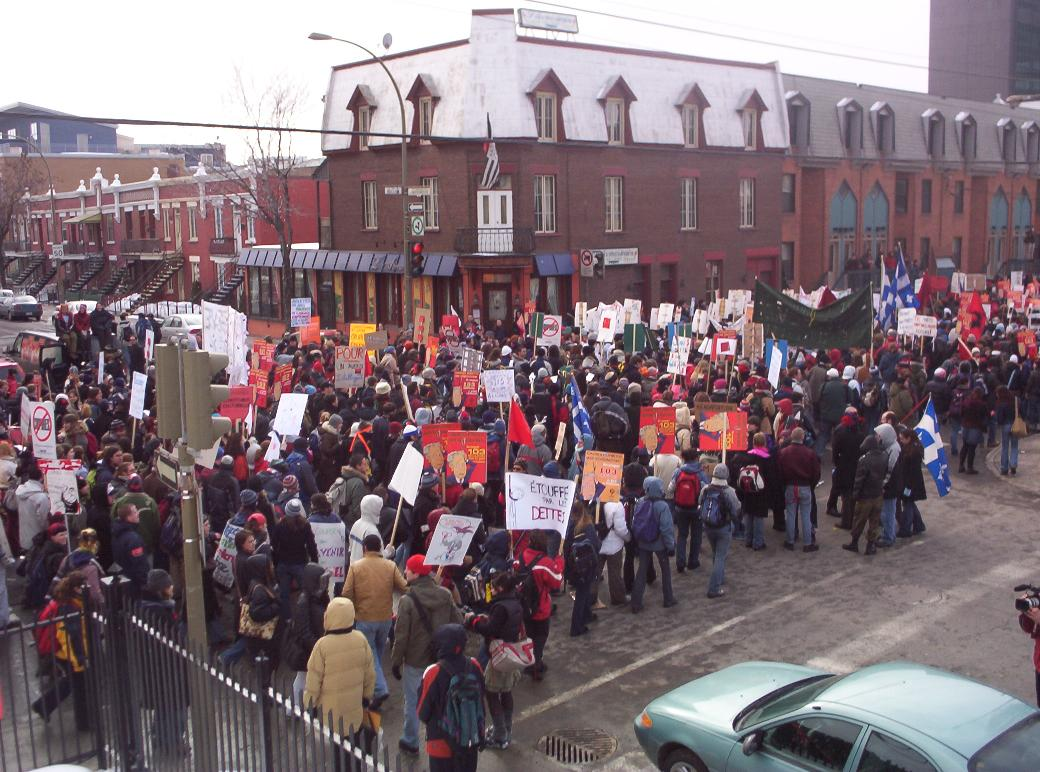
Manifestation étudiante lors de la grève générale illimitée de 2005, au Québec.

Le 30 mars 2005, de 8 000 à 12 000 étudiants se réunissent au Parc La Fontaine à Montréal pour souligner le premier anniversaire des modifications au programme des prêts et bourses. Le groupe Loco Locass, ainsi que plusieurs autres artistes (dont le célèbre Passe-montagne, de la légendaire émission télévisée pour enfants Passe-Partout) sont présents afin de souligner leur appui aux étudiants. Le même jour, la fanfare de grève du Conservatoire de Musique de Montréal paralyse les artères Mont-Royal, Saint-Denis et Sainte-Catherine à la hauteur de la Place des Arts, où ils sont rejoints par la fanfare de la Faculté de Musique de l'Université de Montréal, tous jouant des morceaux d'occasion écrits par les étudiants-compositeurs de l'institution.
Tout au long de la grève étudiante, divers moyens de pression furent utilisés, allant des simples lignes de piquetages jusqu'aux occupations de bureaux de députés et ministres, en passant par les manifestations. Plusieurs actions d'envergure s'organisèrent. La tour de la Bourse, à Montréal, fut paralysée durant plusieurs heures. Le port de Montréal, l'un des plus importants en Amérique du Nord, fut partiellement bloqué par plusieurs centaines d'étudiants. À Québec, en l'espace de quelques jours, les locaux du parti libéral, le Ministère du revenu ainsi que le complexe G de Québec (la plus haute tour de la ville et le siège de plusieurs services gouvernementaux tels que de l'aide financière aux étudiants) furent occupés, tout comme les bureaux du conseil du patronat à Montréal. Le pont de la Concorde, unique lien terrestre menant au Casino de Montréal, fut, à deux reprises, complètement bloqué pendant plusieurs heures. Le centre de commerce mondial (où siègent à Montréal les ministères des finances, du développement économique, de l'immigration et plusieurs institutions économiques mondiales) fut complètement paralysé lors de l'occupation du ministère des finances.
La FEUQ et FECQ en arrivent finalement, après près de 6 semaines de grève, à une entente de principe avec le ministère de l'Éducation, qui consiste à réinvestir 482 millions de dollars de prêts en bourse, pour les cinq prochaines années. Le retour des 103 millions de dollars est promis pour 2006.  La proposition diffère de la précédente en ce qu'elle est bonifiée d'environ 60 millions de dollars par le programme fédéral des Bourses du millénaire, qui disposait de ces sommes supplémentaires pour réinvestir dans des programmes de bourses (les rendements de la fondation ont été meilleurs que prévu). La FEUQ invite alors ses membres à accepter l'offre pour mettre fin à la grève tandis que la FECQ qualifie l'offre de « suffisamment intéressante » tout en donnant carte blanche à ses membres. La CASSÉE invite ses membres à rejeter l'offre de principe et à continuer les moyens de pressions.
Sur les 185 000 étudiants ayant participé au mouvement de grève générale illimitée, 110 000 voteront contre l'entente, alors que 75 000 l'accepteront. [citation nécessaire] La majorité des associations membres de la FECQ et de la FEUQ a cependant accepté l'entente de principe [citation nécessaire], d'où l'arrêt rapide de leurs moyens de pression, alors que bon nombre d'associations membres de la CASSÉÉ poursuivent la grève jusqu'au 14 avril. Notons que certaines associations étudiantes rejetteront l'entente, tout en votant contre la poursuite de la grève. Le congrès de la CASSÉÉ propose, en fin de grève, un repli stratégique.

## Opposition à la grève
L'opposition provient généralement, surtout en début de grève, de la part d'étudiants de techniques collégiales ou encore de facultés universitaires traditionnellement contre la grève. Cependant, plusieurs de ceux-ci se grefferont progressivement au mouvement, ce qui accroîtra considérablement le poids du mouvement de contestation au Québec.
Plusieurs étudiants restent cependant sceptiques face à cette grève. En effet, beaucoup possédant des emplois d'été, ayant des stages ou encore craignant de voir leur session annulée, se prononcent contre la grève. Ils citent les gains modestes des dernières grèves, principalement celle de 1996, et considèrent que ceux-ci sont trop peu élevés pour justifier une grève générale illimitée, alors que d'autres considèrent tout simplement les coupures gouvernementales comme légitimes et acceptables. Ils sont supportés par les médias, qui dénoncent le fait que les leaders du mouvement étudiant, tant au niveau collégial qu'au niveau universitaire, soient pour la plupart des étudiants à temps partiel ne suivant qu'un ou deux cours par session et se refusant à occuper tout emploi à temps partiel, contrairement à la situation de beaucoup d'étudiants qu'ils sont censés représenter.
Il est aussi à considérer que la notion de quorum utilisée par les associations étudiantes pour les tenues de votes lors d'assemblées générales étudiantes peut porter à mauvaise interprétation lorsque l'on ignore les règles applicables dans ces assemblées générales.  La vaste majorité des associations étudiantes québécoises se basent sur le code Morin pour établir le ratio nécessaire pour obtenir quorum, ainsi que pour la procédure à suivre lors du déroulement des assemblées.  Il est entendu que les décisions prises par voie démocratique lors d'assemblée générale s'appliquent à l'ensemble des membres. Certains étudiants critiquent le fait que les décisions émanant des assemblées générales s'appliquent à tous les membres, même ceux n'ayant pas été présents pour y voter, même si, dans la plupart des établissements scolaires, tous les étudiants ont la possibilité de s'y présenter. Il s'agit donc là d'une critique de la légitimité même du mouvement, critique idéologique s'il en est une. Selon les tenants de cette position, on ne peut forcer la solidarité.
Le gouvernement Charest a payé pour de la publicité dans les journaux, vantant le soutien financier offert aux étudiants. Si la population est en général solidaire avec les étudiants, elle refuse en revanche d'en assumer les frais. En effet, selon un sondage réalisé le 16 mars 2005, à peine 24 % de la population appuyait complètement les revendications des grévistes et la majorité refusait de sacrifier les baisses d'impôts prévues par le gouvernement pour aider les étudiants.

## Emblème

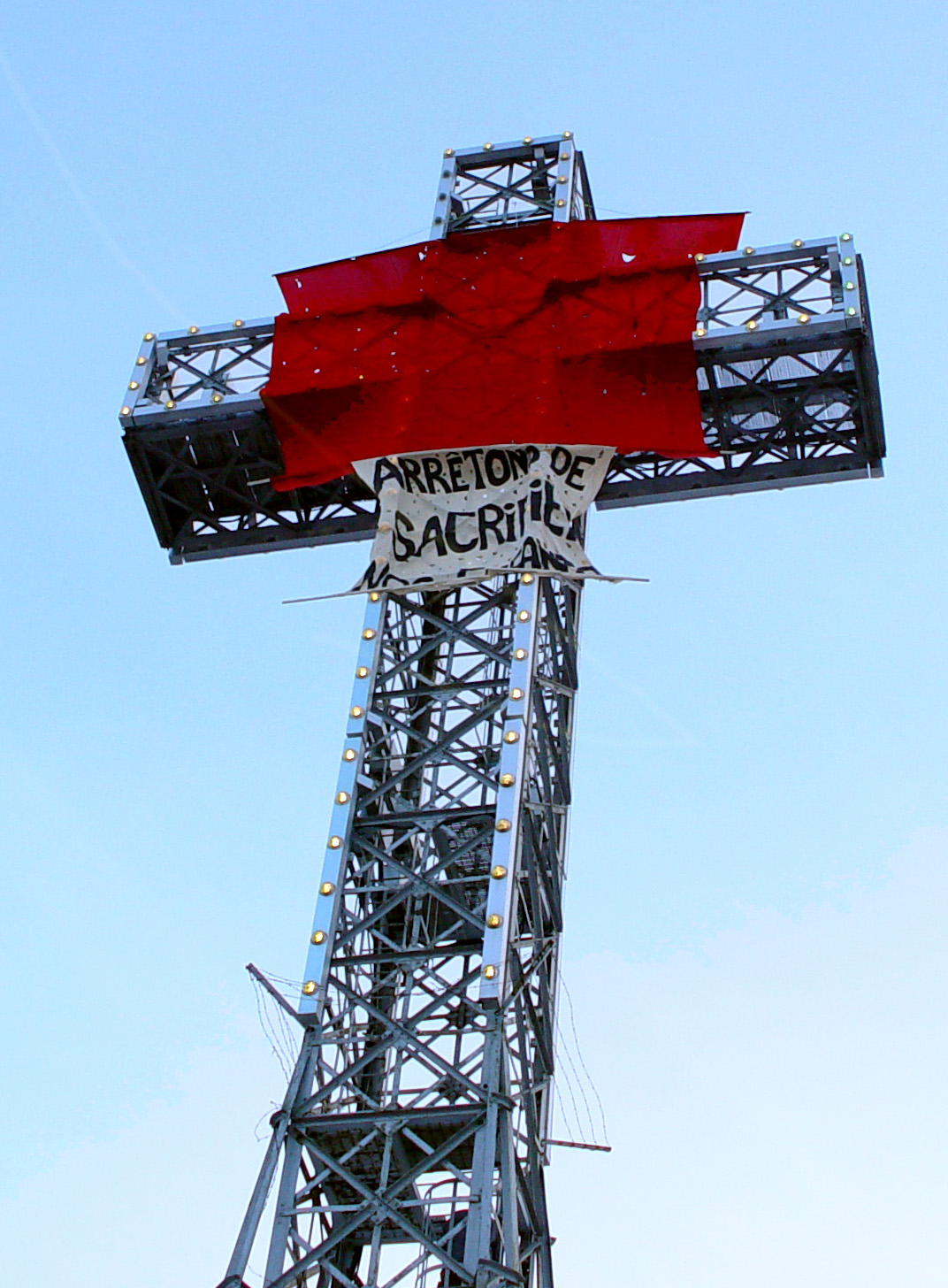
Le 30 mars, un groupe d’étudiants téméraires ont hissé une version géante du carré rouge sur la croix du mont Royal. Il fallut plus de 24 heures aux autorités pour enlever le symbole. Sous le carré rouge, il était possible de lire : « Arrêtons de sacrifier nos enfants ».

Le symbole de la lutte étudiante est un carré de tissu rouge, d’environ cinq centimètres de côté, porté sur les vêtements. Issu d’un mouvement contre la pauvreté: "Pour un Québec sans pauvreté", le carré rouge a été adopté par la Coalition de l'Association pour une solidarité syndicale étudiante élargie comme symbole officiel de la grève lors de leur premier congrès en grève.  Le symbole dépassa largement les rangs de la CASSÉÉ, et se répandit même à l’extérieur du mouvement étudiant pour signifier l’appui à la lutte.  Ainsi, plusieurs députés soutenant la lutte, et même le chef de l'Opposition officielle, en vinrent jusqu'à le porter à l'Assemblée nationale, à Québec. Ce symbole existait 6 mois auparavant comme symbole du front des assistés sociaux.